# Kerosene (singolo)
Kerosene è il terzo singolo della cantante country statunitense Miranda Lambert, nonché quello che ha ottenuto più successo tra quelli lanciati dall'album Kerosene. Lanciato nel 2005, il singolo ha ottenuto un successo maggiore rispetto ai due precedenti: è arrivato sino alla posizione 15 della classifica delle canzoni country americane, e al numero 61 della classifica vera e propria dei singoli americana, la Billboard Hot 100. Per aver venduto più di 500 000 copie, il singolo è stato certificato come disco d'oro.

## Classifiche
| Classifica (2005)                | Posizione massima |
| -------------------------------- | ----------------- |
| Canadian Top Country Songs       | 25                |
| U.S. Billboard Hot 100           | 61                |
| U.S. Billboard Pop 100           | 82                |
| U.S. Billboard Hot Country Songs | 15                |